# Дінко Юкич
Дінко Юкич (нім. Dinko Jukić, 9 січня 1989) — австрійський плавець.
Учасник Олімпійських Ігор 2008, 2012 років.
Призер Чемпіонату світу з плавання на короткій воді 2008 року.
Призер Чемпіонату Європи з водних видів спорту 2008 року.
Чемпіон Європи з плавання на короткій воді 2008, 2010 років, призер 2009 року.На даний момент є головним тренером "КПС Астері" з Варни (Болгарія).